# Theama
Theamatidae
Famille
Genre
Theama est un genre de vers plats marins, le seul de la famille des Theamatidae. Cette famille appartient à la super-famille des Boninioidea (sous-ordre des Cotylea, ordre des Polycladida).

## Systématique
Les noms valides complets (avec auteur) de ces taxons sont :
- pour la famille : Theamatidae Marcus, 1949
- pour le genre : Theama Marcus, 1949[1]

### Synonymes
- Theamatidae a pour synonyme Theamidae (issu d'une erreur typographique)
- Theama Marcus, 1949 a pour synonyme Eutheama Faubel, 1983[1]

### Liste des espèces
Selon la base de données World Register of Marine Species (20 novembre 2023), le genre Theama contient les espèces suivantes :
- Theama evelinae Marcus, 1949
- Theama forrestensis Bulnes & Faubel, 2003
- Theama mediterranea Curini-Galletti, Campus & Delogu, 2008
- Theama occidua Sopott-Ehlers & Schmidt, 1975